# Międzynarodowy Dzień Zapobiegania Narkomanii

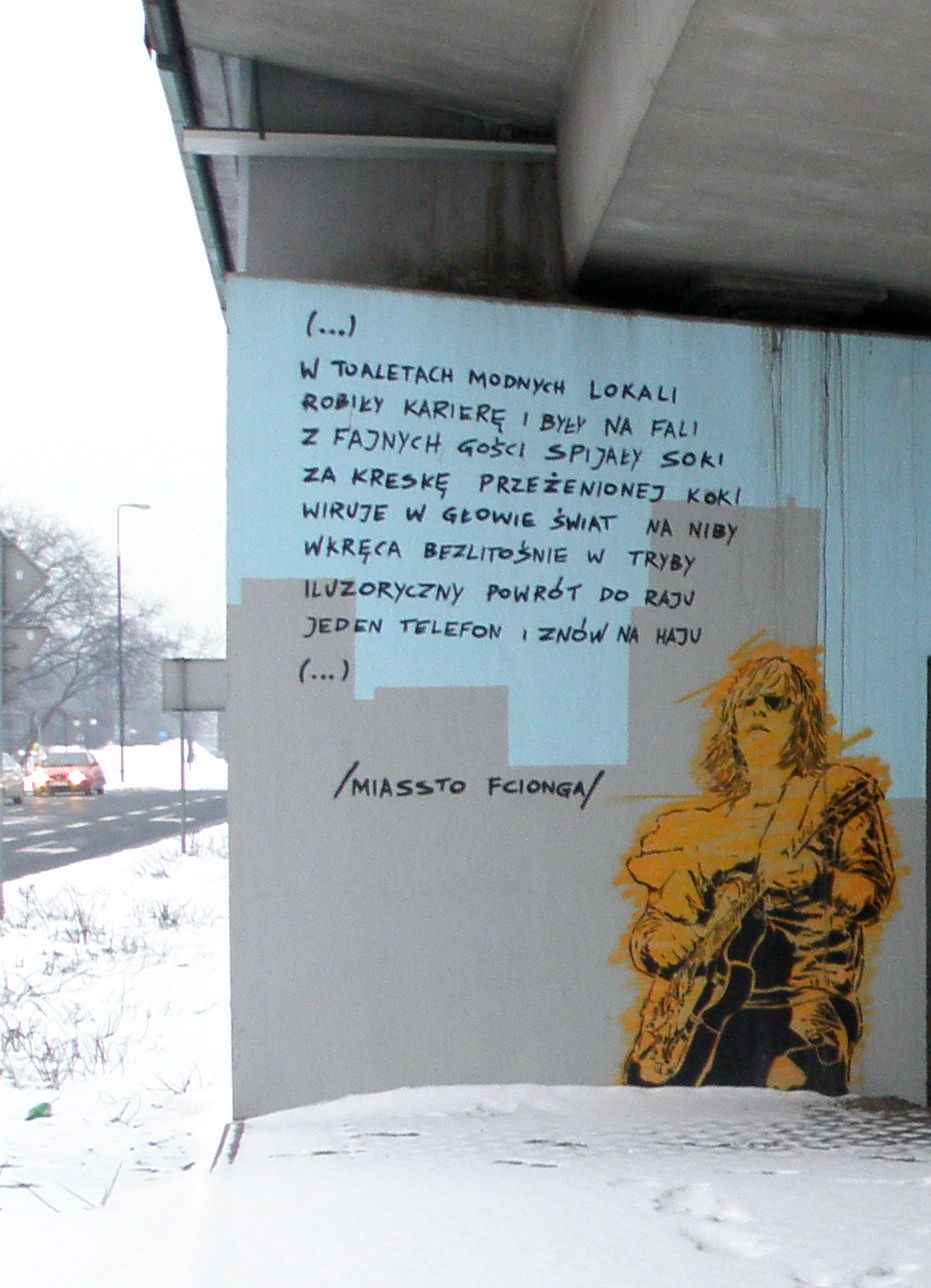
Graffiti z Tomaszem Lipińskim na znak solidarności z osobami uzależnionymi od substancji psychoaktywnych z okazji Międzynarodowego Dnia Zapobiegania Narkomanii.

Międzynarodowy Dzień Zapobiegania Narkomanii, właśc. Międzynarodowy Dzień Przeciwdziałania Nadużywaniu Środków Odurzających i ich Nielegalnemu Handlowi – coroczne święto obchodzone 26 czerwca, ustanowione przez Zgromadzenie Ogólne ONZ 7 grudnia 1987 roku (rezolucja 42/112) na Międzynarodowej Konferencji na temat Nadużywania Środków Odurzających i Leków oraz ich Nielegalnego Handlu, która odbyła się 26 czerwca 1987 roku.
Na konferencji przyjęto wszechstronny plan dalszych działań w zakresie zwalczania nadużywania środków odurzających i leków.
Obchody odbywają się przy wsparciu Biura Narodów Zjednoczonych do spraw Narkotyków i Przestępczości (UNODC). Mają na celu zwiększenie efektywności współpracy w zwalczaniu narkomanii i uzależnienia od leków psychotropowych oraz zwiększenie świadomości osób uzależnionych, że można powrócić do normalnego życia.
W Polsce obchody wspierało również Krajowe Biuro do Spraw Przeciwdziałania Narkomanii (od 2022 Krajowe Centrum Przeciwdzialaniu Uzależnieniom).
W Warszawie, na skrzyżowaniu ul. Górczewskiej i Al. Prymasa Tysiąclecia, odsłonięto 24 czerwca 2010 z tej okazji graffiti pod hasłem "Leczyć zamiast karać" na znak solidarności z osobami uzależnionymi od substancji psychoaktywnych.